# Villasurexpeditionen

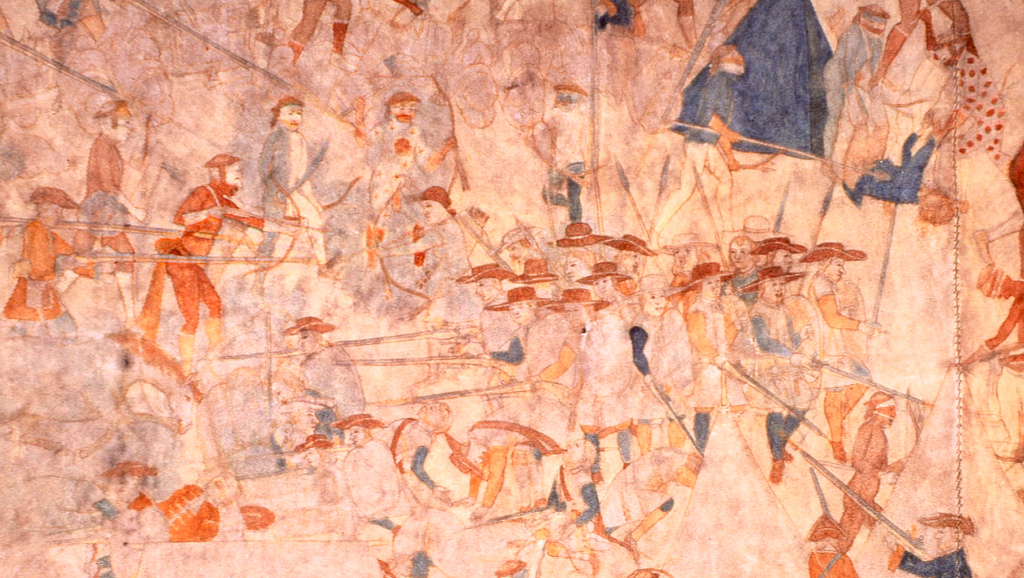
Den omringade Villasurexpeditionen attackeras. Nere till vänster i röd jacka ligger den stupade Pedro de Villasur. Från Segesser-samlingen.

Villasurexpeditionen var en spansk militär expedition till den centrala prärien i Nordamerika 1720, med uppdrag att förhindra franskt inträngande på vad som betraktades som den spanska kronans territorium. Expeditionen vilken leddes av Pedro de Villasur led ett svårt nederlag mot pawneeindianerna och deras otoeindianska och franska allierade vid eller nära sammanflödet av Loupfloden med Plattefloden i nuvarande Nebraska.

## Bakgrund
Under första delen av 1700-talet började franska upptäcktsresanden och pälshandlare nå fram till den centrala prärien, väster om Missourifloden. 1714 blev Bourgmont den första europé som nådde Plattefloden i nuvarande Nebraska, ett område som den spanska kronan hävdade som sitt sedan Coronado-expeditionen 1540-42. I Europa bröt krig ut mellan Frankrike och Spanien 1718 och den spanske guvernören i Nuevo México gav Villasur order om att skaffa underrättelser om den franska expansionen genom att ta franska pälshandlare tillfånga och förhöra dem.

## Expeditionen

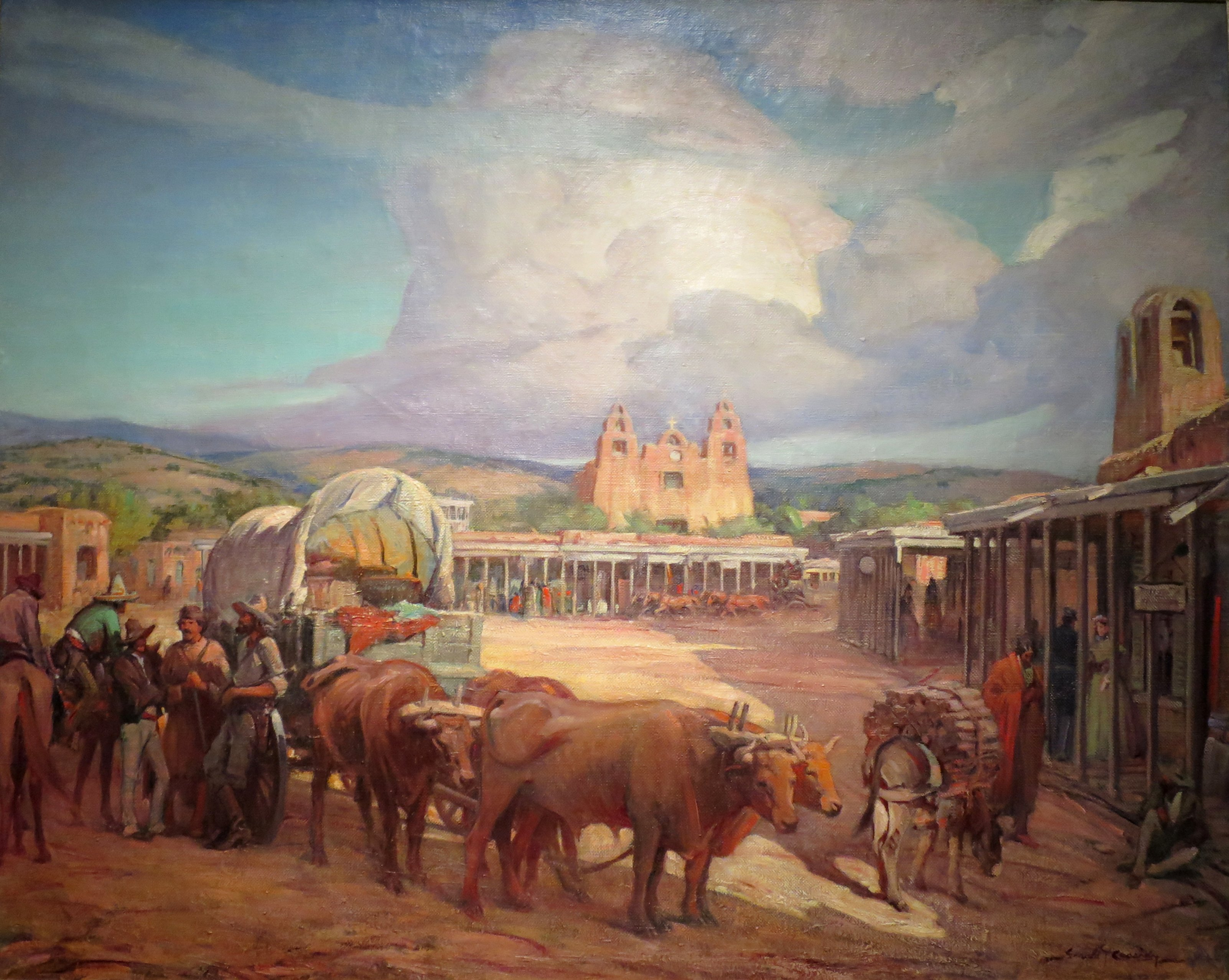
Santa Fé var Villasurexpeditionens utgångspunkt.

Villasur lämnade Santa Fé den 16 juni 1720 i spetsen för en expedition om cirka 40 spanska soldater, 60-70 puebloindianska hjälptrupper och 12 apachiska vägvisare. Hjälptrupperna stod under befäl av José Naranjo, en afro-mestis och erfaren spejare och krigsledare som tidigare hade besökt Platteflodsområdet flera gånger. Med på expeditionen var även en katolsk präst, dominikanern fader Juan Minguez och en köpman, Jean L’Archevêque, fransman till börden och med som tolk, en före detta medlem av La Salles Mississippiexpedition, som tillfångatagits av spanjorerna 1692 och sedan först till Santa Fe, där han blivit bofast, gift sig och rotat sig.
Expeditionen tog sig fram genom nuvarande Colorado, Kansas och Nebraska. I augusti fick de kontakt med pawnee och otoe vid Plattefloden. Med hjälp av Francisco Sistaca, en pawnee som var spansk slav, gjorde expeditionen flera försök att förhandla med områdets urbefolkning. Den 13 augusti försvann Sistaca. På natten slog expeditionen läger nära vad som idag är staden Columbus.

## Anfallet

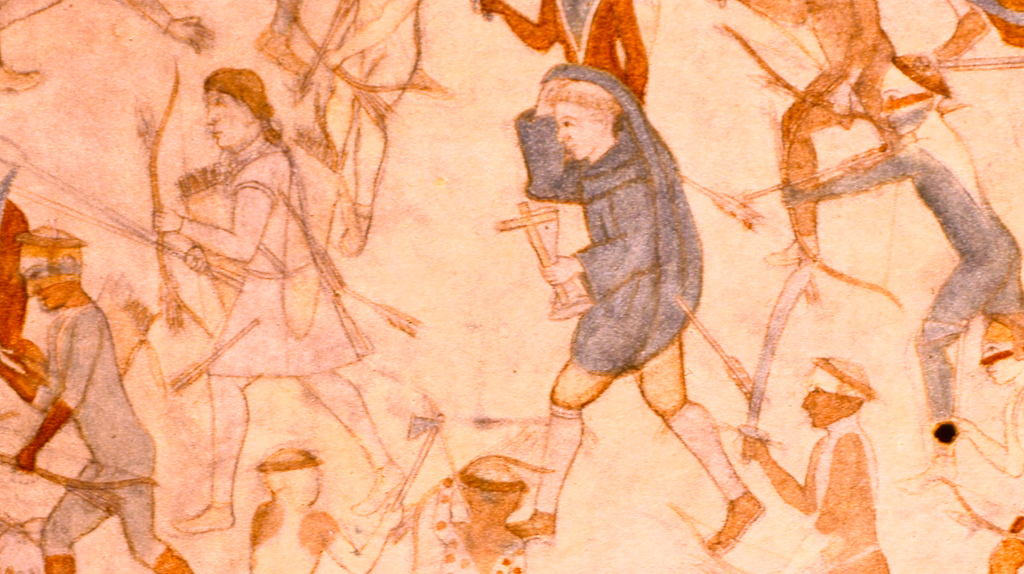
Till vänster med en pilbåge i handen är José Naranjo, bakom honom är fader Juan Minguez med ett kors i handen; bägge har flera pilar i sig.

Trots att Villasur oroat sig för en attack blev expeditionen i gryningen den 14 augusti överraskad av ett anfall av ett stort antal pawnees och deras otoeindianska och franska allierade. Angriparna närmade sig expeditionens läger i det höga gräset, medan expeditionens medlemmar sov. Villasur dödades i ett tidigt skede. De spanska soldaterna i hans närhet som fortfarande levde bildade cirkel bakom sadlar och trosspackningar. Nära dem var en annan grupp spanjorer som sovit vid hästarna. När de blev anfallna sprang tre av dem mot cirkeln, men de anfallande dödade två och bara en nådde fram. Sju spanska soldater lyckades sadla på och fly på hästryggen. En av dessa överlevande var träffad av nio skott och var också skalperad.
Drabbningen varade bara några minuter. 35 spanjorer stupade, bland dem Villasur själv, José Naranjo, pater Minguez, Archevêque, en löjtnant, en korpral och expeditionens kvartermästare. De indianska hjälptrupperna hade slagit läger en bit bort från de spanska soldaterna och drabbades inte så svårt av anfallet. Trots detta så stupade elva av dem. Sju spanska soldater, 45 puebloindianer och alla apacher lyckades fly. De överlevande kom fram till Santa Fe den 6 september, 24 dagar efter attacken. De lade ansvaret för nederlaget på fransmännen.

## Konsekvenser
Villasurexpeditionen markerade slutet på det spanska inflytandet över den centrala prärien.